# پولوشکفو
پولوشکِفو (به مجاری:  Pölöskefő) یک منطقهٔ مسکونی در مجارستان است که در زالا واقع شده‌است.